# Jason Popson
Jason Popson (né le 2 novembre 1971 à Cleveland) est un chanteur américain connu pour avoir incarné J.MANN au sein du groupe de metal alternatif Mushroomhead. 
Il était la voix forte et violente. Il était également reconnu par son maquillage simple (tête blanche avec les yeux entourés de noir). 
Jason a quitté Mushroomhead car son père est décédé lors de l'enregistrement de XIII.
J.Mann annonce son retour dans Mushroomhead en 2014. 

## Discographie

### Mushroomhead
- Mushroomhead (1995)
- Superbuick (1996)
- Multimedia Remix (1996)
- Remix 2000 (2002)
- M3 (1999)
- XX (2001)
- XIII (2003)
- The Righteous & The Butterfly (2014)
- A Wonderful Life (2020)

Popson a en outre participé et participe encore aujourd'hui à divers "side-projects" aussi nombreux que variés musicalement, incluant:
- Pitch Black Forecast
- In Cold Blood
- Integrity 2000
- Crossfader
- AM Factory
- Rape Whistle
- Lost Vegas
- State of Conviction
- Unified Culture
- (216)
- The Alter Boys
- 10,000 Cadillacs
- Bitch Wrangler
- Scelestus